# Jardín zoológico de Opole
El Jardín zoológico de Opole (en polaco: Ogród Zoologiczny w Opolu) es un parque zoológico en la ciudad de Opole, en el país europeo de Polonia. Fue fundado en el año 1930. Posee cerca de 20 hectáreas (49 acres) de extensión y alberga alrededor de 1000 animales de 240 especies diferentes. Se encuentra específicamente en la isla de Bolko en el río Oder.